# Mai Zetterling
Mai Zetterling   (Västerås, 24 de maig de 1925 - Londres, 17 de març de 1994) va ser una actriu i directora de cinema sueca.
Va debutar en el teatre com a actriu infantil i en el cinema a partir de la dècada dels 40. Aviat va captar l'atenció de diversos realitzadors britànics, i arribà a rodar fins a 22 pel·lícules en aquest país. El 1948 va participar en el film Musik i mörker ('Nit eterna') d'Ingmar Bergman.
En la dècada de 1960 va iniciar-se en la direcció en diversos documentals de la BBC. El seu primer llargmetratge, Alskande par (‘Parelles amoroses', 1964), va estar nominat a la Palma d'Or i el segon, Nattlek (‘Jocs de nit’, 1966), al Lleó d'Or al Festival de Cinema de Venècia.
Durant tota la seva carrera va seguir treballant d'actriu, guionista i directora de cinema.

## Filmografia seleccionada[2]
- 1956: Casa de nines (Ett dockhem)
- 1964: Alskande par (‘Parelles amoroses')
- 1966: Nattlek (‘Jocs de nit’)
- 1967: Doktor Glass
- 1968: Flickorna (‘Les noies')
- 1973: Visions of Eight, documental sobre els Jocs Olímpics de Múnic
- 1982: Love
- 1986: Amorosa